# 五条為経
五条為経（ごじょう ためつね、天文21年（1552年 - 元和元年（1615年）7月23日）は、室町時代後期から江戸時代前期にかけての公卿。別名は五条貞長、五条為良。

## 官歴
- 天文23年（1554年：文章得業生
- 天正3年（1575年）：大内記
- 天正4年（1576年）：侍従
- 天正6年（1578年）：従五位上
- 天正8年（1580年）：文章博士
- 天正9年（1581年）：正五位下
- 天正10年（1582年）：従四位下
- 天正12年（1584年）：従四位上、少納言
- 天正15年（1587年）：正四位下
- 慶長10年（1605年）：従三位
- 慶長12年（1607年）：参議
- 慶長16年（1611年）：式部大輔
- 慶長17年（1612年）：権中納言
- 慶長18年（1613年）：正三位
- 元和元年（1615年）：踏歌外弁
- 元和7年（1621年）：追贈権大納言

## 系譜
- 父：五条為康
- 子：五条為適
- 子：高辻遂長
- 子：東坊城長維